# Meditações Pascalianas
Meditações Pascalianas  é um livro de Pierre Bourdieu, sociólogo francês, publicado em 1997 pela Editons du Seuil na coleção Liber.

## Tema
Meditações Pascalianas é uma interpretação sócio-filosófica do papel do sociólogo e o retorno da sociologia às suas raízes filosóficas, das quais foi frequentemente separada desde o século XIX. Blaise Pascal, pensador cristão, tem importância primordial entre as pessoas que influenciaram Pierre Bourdieu nos últimos anos de sua vida. Nas Meditações Pascalianas, as referências de Bourdieu aos escritos de Pascal referem-se apenas aos pensamentos de Pascal. Metade das referências de Bourdieu aos pensamentos de Pascal estão nos capítulos terceiro e quinto de suas pensamentos de Pascal, que se dedicam principalmente à crítica do racionalismo filosófico e ao desenvolvimento da teoria da ordem política.  Bourdieu, claramente, se considera um Pascal. Pascal, segundo Bourdieu, é mais do que uma fonte de referência, é uma fonte de inspiração em termos de posicionamentos perante o mundo, especialmente o mundo intelectual. Meditações Pascalianas olham para a sociologia de Bourdieu no espelho da teologia de Pascal. 

## Revisão e Crítica
Alguns sociólogos acreditam que nas Meditações Pascalianas, Bourdieu enfatiza a integração de suas peças de suas construções teóricas, como habitus, campo, illusio, violência simbólica e afins ao longo de várias décadas. Vemos movimentos em espiral que são os preferidos de Bourdieu.  Essa reformulação não é fruto de uma reflexão teórica, mas de um encontro direto com o indescritível da prática sociológica. Meditações Pascalianas complementam sua teoria da ação. Esse vaivém entre as reflexões sociológicas e a aspereza da pesquisa abrangente trouxe um efeito importante na sociologia .